# Shimadzu Corp.
Shimazu Corporation (株式会社 島津製作所 (Chu thức hội xã Đảo Tân Chế tác sở) Kabushiki-kaisha Shimazu Seisakusho) là một Công ty Cổ phần Nhật Bản, sản xuất thiết bị với độ chính xác cao, dụng cụ đo lường và thiết bị y tế, trụ sở tại Kyoto, Nhật Bản. Công ty được thành lập năm 1875. Chi nhánh của Công ty tại Mỹ - Shimadzu Scientific Instruments, được hình thành vào năm 1975.

## Lịch sử

### Sáng lập và thời kì đầu
Công ty được sáng lập bởi Genzō Shimazu (島津 源蔵 (Đảo Tân Nguyên Tàng) Shimazu Genzō) vào năm 1875. Các thiết bị tia X, thiết bị camera quang phổ, kính hiển vi điện tử, và các sắc ký khí đã được phát triển và thương mại hóa nhằm phục vụ các Công ty khác tại Nhật Bản. Chi nhánh của Công ty tại Mỹ - Shimadzu Scientific Instruments, được hình thành vào năm 1975..

### Thành tựu gần đây
Trong năm 2002, Koichi Tanaka, một nhân viên lâu năm, giành được giải Nobel với việc phát triển một phương pháp phân tích khối lượng phổ phân thuộc ngành sinh học đại phân tử.
Công ty cũng phát triển đáng kể trong năm 2005 bằng việc cho ra đời một máy quay video tốc độ siêu cao (HyperVision HPV-1), với khả năng ghi hình ở tốc độ 1,000,000 FPS, Tiếp nối thành tự đó, HyperVision HPV-X, một máy quay tốc độ lên tới 10 triệu khung mỗi giây được ra mắt vào năm 2014. Các sản phẩm khác được phát triển bởi Shimadzu như màn hình head-mounted.
Công ty đã doanh thu của ¥264.048 tỷ yên ($2.8 tỷ USD) trong năm tài chính 2012, với 10,395 nhân viên tính đến ngày 31 tháng 3 năm 2013.